# Back to Basics: Live and Down Under
Back to Basics: Live and Down Under là DVD thứ tư trong sự nghiệp âm nhạc của Christina Aguilera. DVD được thực hiện tại Trung tâm giải trí Adelaide của Úc bởi đạo diễn Rob Lewis và là show cuối cùng trong tour diễn vòng quanh thế giới Back to Basics Tour của Aguilera.

## Danh sách bài hát
1. Intro: Back to Basics
2. Ain't No Other Man
3. Back In The Day
4. Understand
5. Come on over Baby (All I Want Is You) (bản phối nhạc Jazz)
6. Slow Down Baby
7. Still Dirrty
8. I Got Trouble (video chuyển tiếp)
9. Makes Me Wanna Pray
10. What a Girl Wants (bản phối nhạc Raggae)
11. Oh Mother
12. Enter The Circus
13. Welcome
14. Dirrty (bản phối nhạc tạp kỷ)
15. Candyman
16. Nasty Naughty Boy
17. Hurt
18. Lady Marmalade
19. Encore: Thank You (video chuyển tiếp)
20. Beautiful
21. Fighter

## Các tiết mục đặc biệt
1. Các vũ công.
2. Nhà thiết kế trang phục Simone Harouche.
3. Nhà thiết kế mẫu tóc và trang điểm Stephen Sollitto.
4. Các nhạc công.
5. Các ca sĩ hát bè.
6. Đạo diễn sân khấu Rob Lewis.
7. Hai vợ chồng Jordan Bratman và Christina Aguilera.

## Bảng xếp hạng
| Bảng xếp hạng (2008) | Vị trí |
| -------------------- | ------ |
| Úc                   | 2      |
| Bỉ                   | 1      |
| Brasil               | 5      |
| Cộng hòa Séc         | 3      |
| Hà Lan               | 2      |
| Pháp                 | 7      |
| Đức                  | 2      |
| Ailen                | 7      |
| Italia               | 6      |
| Nhật Bản             | 1      |
| New Zealand          | 7      |
| México               | 4      |
| Tây Ban Nha          | 7      |
| Thụy Điển            | 2      |
| Mỹ                   | 1      |
| Anh                  | 2      |